# Griefstedt
Griefstedt là một đô thị thuộc huyện in the Sömmerda trong bang Thüringen, nước Đức. Đô thị này có diện tích 5,06 km², dân số thời điểm 31 tháng 12 năm 2006 là 315 người.